# Yakuza 3
Yakuza 3, originariamente pubblicato in Giappone come Ryū ga Gotoku 3 (龍が如く3?, Ryū ga Gotoku 3, lett. "Come un drago 3"), è il sequel del videogioco Yakuza 2 della SEGA, il terzo del filone narrativo principale della saga Yakuza ed è il quarto capitolo della serie iniziata con Yakuza. Il titolo è stato sviluppato dal Ryu ga Gotoku Team, divisione della Sega Giappone e pubblicato dalla Sega. È stato pubblicato in Giappone e Sud-est asiatico il 26 febbraio 2009 ed in America del Nord ed Europa il 9 ed il 12 marzo 2010, rispettivamente.
Il sequel, Yakuza 4, è stato pubblicato il 18 marzo 2010 in Giappone.
Una versione per PlayStation 4, Yakuza 3 HD Remastered, con grafica migliorata e risoluzione video aumentata, è stata pubblicata in Giappone il 9 agosto 2018.. Successivamente la versione per PS4 è stata pubblicata in tutto il mondo il 20 agosto 2019.

## Trama
Nel febbraio 2007, dopo aver concluso la guerra con l'Omi Alliance, Kiryu e Haruka visitano il cimitero dove riposa Shintaro Kazama (padre adottivo di Kiryu), Akira Nishikiyama (fratello giurato di Kiryu), Yumi Sawamura e Yukio Terada e lì i due vengono raggiunti da Kaoru Sayama, che decide di partire per gli Stati Uniti, salutando i due. Kiryu accetta la custodia di un orfanotrofio a Okinawa, sperando di crescere orfani come Kazama ha cresciuto lui. Prima di partire saluta Kazuki, proprietario del club Stardust, e Yuya, il suo assistente, dopodiché si reca alla Millennium Tower dove cerca di convincere Goro Majima ad assistere Daigo Dojima, il successore di Kiryu, nei suoi doveri di capo del Clan Tojo. Majima, inizialmente riluttante, accetta dopo che Kiryu lo sconfigge.
Sei mesi dopo, Kiryu si è stabilito nell'orfanotrofio e sta affrontando avvisi di sfratto da parte della famiglia Ryudo, che possiede il terreno su cui è costruito. Affronta due membri del clan, tra cui il capitano della famiglia, Rikiya Shimabukuro, e incontra il patriarca, Shigeru Nakahara che informa Kiryu riguardo al fatto che il terreno sia desiderato per un resort sul mare ma, nonostante le minacce di Nakahara, Kiryu rifiuta di chiudere l'orfanotrofio.
La settimana seguente, Rikiya chiede aiuto a Kiryu per trovare la figlia adottiva di Nakahara, Saki e i due scoprono che la madre di Saki sta collaborando con Tetsuo Tamashiro, il sadico patriarca di un clan rivale, che pianifica di usare Saki come leva per conquistare il territorio di Nakahara. Kiryu sconfigge Tamashiro e caccia il suo clan, e Saki torna da Nakahara quando sua madre la respinge. Nakahara, per sdebitarsi con Kiryu, chiede con lui di creare un giuramento; poco dopo Daigo arriva, rivelando che Tamashiro è stato reclutato per ottenere il terreno in un piano legato alla "Legge di Espansione delle Basi Militari" del Ministro della Difesa Ryuzo Tamiya, ma Daigo si rifiuta di coinvolgere il clan Tojo nel progetto.
Nel marzo 2009, Daigo e Nakahara vengono colpiti in incidenti separati, lasciando Daigo in coma, e la proprietà dell'orfanotrofio viene rubata. Kiryu viaggia a Kamurocho, dove incontra Hasebe, capitano della famiglia Nishikiyama, che dopo uno scontro afferma che "La guerra sta per iniziare", e un gruppo di misteriosi uomini in nero, prima di incontrare Osamu Kashiwagi, il successore di Kazama, che viene assassinato da un elicottero armato. Fuggendo, Kiryu viene salvato dal suo vecchio amico, Makoto Date, che gli comunica tre sospetti per la morte di Kashiwagi: Yoshitaka Mine , capo del clan Hakuho, Goh Hamazaki, un patriarca legato alle triadi di Yokohama, e Tsuyoshi Kanda, patriarca del clan Nishikiyama.
Kiryu e Rikiya interrogano Kanda e capiscono che non è coinvolto nell'omicidio di Kashiwagi ma Date informa Kiryu che Majima è stato incaricato di costruire il resort. Dopo una rivincita, Majima spiega che Hamazaki gli ha ottenuto il contratto e, successivamente, il Fiorista di Sai informa Kiryu che il suo vecchio nemico Lau Ka Long è un alleato di Hamazaki. Arrivato in città con altri membri della Triade, Long fa rapire Rikiya e costringe Kiryu a combattere con lui; dopo uno scontro, Rikiya viene salvato dall'aggressore di Nakahara, che uccide Long prima di avere un dialogo con Kiryu. Successivamente Mine si presenta al gruppo con la testa tagliata di Kanda e rivela che Hamazaki è scomparso e i suoi uomini sono stati uccisi, presumibilmente dalle triadi.
Tamiya incontra Kiryu e rivela che la Legge di Espansione delle Basi Militari fa parte di un'operazione della CIA per eliminare un gruppo di contrabbando d'armi noto come "Black Monday", e l'aggressore di Nakahara è il membro della CIA Joji Kazama. Tamiya accetta di fermare il resort se Kiryu protegge il suo ex segretario da un attentato pianificato da Joji; dopo averlo intercettato ad un hostess club, Kiryu sconfigge Joji seppur con non poche difficoltà. Tornando a casa, Kiryu trova l'orfanotrofio in rovina e Rikiya ferito: Mine aveva promesso a Tamashiro una parte del resort per aver ottenuto il resto del terreno. Nakahara viene trasportato nell'arena dei tori di Tamashiro e, quando sta per essere colpito da uno dei tori, Saki riesce a recuperare la voce, permettendo al padre adottivo di salvarsi. Kiryu sconfigge Tamashiro, che poi gli spara; Rikiya difende Kiryu, venendo mortalmente ferito e, mentre Joji uccide Tamashiro, il ragazzo fa promette a Kiryu di fermare Mine.
Joji fa volare Kiryu e Haruka a Tokyo, dove i due si salutano; Kiryu sconfigge il clan Hakuho all'ospedale dove è in cura Daigo, poi sconfigge un team della CIA ribelle guidato dal collega di Joji, Andre Richardson, che si rivela essere il misterioso uomo in nero che aveva aggredito Kiryu a Kamurocho. Dopo aver raggiunto Mine e Daigo sul tetto dell'ospedale, Mine rivela di idolatrare Daigo, intendendo ucciderlo per prendere il controllo del clan Tojo. Dopo una lunga e difficile lotta, Kiryu lo sconfigge, ma Richardson arriva con il suo team e si rivela essere il capo di Black Monday. Prima che possa uccidere Mine e Kiryu, Daigo si sveglia e uccide gli agenti di Richardson; quest'ultimo, ferito ma ancora vivo, cerca di uccidere Daigo e Kiryu e Mine, ispirato da Kiryu, si sacrifica per salvarli buttandosi con Richardson dalla terrazza.
Kiryu saluta Kazuki e Yuya prima di tornare a casa assieme ad Haruka, ma viene affrontato da Hamazaki, che lo incolpa per la sua sfortuna e pugnala Kiryu prima che Kazuki e Yuya lo immobilizzino. Ferito gravemente, Kiryu sembra dare le sue ultime parole morenti a Haruka.
In una scena dopo i titoli di coda, si scopre che Kiryu è sopravvissuto mentre riposa all'orfanotrofio.

## Modalità di gioco
Il gameplay è rimasto invariato con numerosissime missioni secondarie e tantissimi combattimenti da strada dove è possibile usare ogni genere di arma. Per i salvataggi ci sono sempre le cabine telefoniche e alcune stanze del Morning Glory (anche se sarà possibile come sempre salvare ad ogni capitolo portato a termine).
Yakuza 3 prevede due location come nel precedente, ma questa volta oltre al Kamurocho in Tokyo è presente il Ryukyu, il quartiere turistico di Naha, capoluogo della prefettura dell'isola di Okinawa. 
Yakuza 3 introduce per la PlayStation 3 l'installazione di trofei (45 per l'occidente) e l'uso del DualShock per la nuova visuale in prima persona. Le nuove caratteristiche di gioco introdotte sono:
- Corsa :  È possibile rincorrere i delinquenti o altri personaggi nelle side quest se l'evento di acchiapparli si attiva. Durante la corsa sono presenti due barre di fatica che segnalano lo stato di salute del nemico e del personaggio. Per facilitare la cattura è possibile spintonare l'avversario.
- Rivelazioni: Le "Revelation" si sbloccheranno una volta incontrato Mack, il blogger turista statunitense. Con la visuale in prima persona sarà possibile scattare tre istantanee di eventi assurdi e divertenti nel corso del gioco. Se azzeccate le foto e la loro giusta didascalia sbloccheranno nuove mosse e potenziamenti per Kazuma.
- Inquadratura in prima persona: Premendo R3 sul controller è possibile entrare in modalità fissa in prima persona. Con questa nuova caratteristica è possibile scattare le foto per le Revelation di Mack e attaccar briga con i delinquenti per strada.

## Sviluppo
Yakuza 3 ha una risoluzione video predefinita di 720p, supportando il rendering di grafica HD in alta definizione con una risoluzione di 1024x768. Non usa l'anti-aliasing ma supporta l'upscaling in modalità 1080p ed usa come motore grafico il Magical V-Engine.

## Contenuti rimossi
Yakuza 3, nella versione PS3, ha dei contenuti rimossi nella versione occidentale, ossia il mercato nord americano ed europeo. Esso comprende alcune "substories" (missioni secondarie), zone di gioco come gli Hostess Club di entrambe le città (il Jewel e lo Shine - Aghea/Koakuma nella versione giapponese - al Kamurocho a Tokyo, e il Flawless al Ryukyu ad Okinawa ), lo strip club del quartiere Pink Street del Kamurocho a Tokyo, le sale da gioco come lo Ssogi e il majhong ed un minigioco su domande di cultura e storia giapponese.
Il 24 febbraio 2010, un responsabile della community di Sega America Blog ha dichiarato ufficialmente:
"A causa del tempo limitato che ci è stato dato abbiamo dovuto eliminare alcuni elementi del gioco e abbiamo scelto quelle parti che ritenevamo non in linea con la cultura occidentale, come ad esempio i quiz sulla storia giapponese e il concetto di hostess club".

## Accoglienza
La rivista Play Generation lo classificò come il dodicesimo migliore titolo d'avventura del 2010.